# Kang Da-hyun
Kang Da-hyun (en hangul, 강다현; nacida como Kang Min-kyung (강민경) el 6 de septiembre de 1992) es una actriz y modelo surcoreana.

## Carrera
Comenzó su carrera en los escenarios, tanto prosa dramática como musicales, actividad que ha ido compaginando con sus apariciones en cine y, sobre todo, en televisión. Su debut se produjo en 2013, en el El milésimo hombre, una comedia de MBC transformada en musical. Allí actuó durante tres meses, pero poco después tuvo que recibir tratamiento médico por un nódulo en las cuerdas vocales, lo que la mantuvo apartada varios años de los escenarios.
En 2017, afiliada a la agencia RedLine Entertainment, retomó su carrera y volvió a presentarse a audiciones, lo que le llevó a debutar tanto en cine como en televisión; curiosamente, esto se produjo el mismo día, el 30 de agosto de ese año: fue el día del estreno del filme Roman Holiday y de la serie Hospital Ship, emitida por MBC desde entonces hasta el 2 de noviembre de 2017. Sin embargo, y hecha excepción de estos pequeños papeles como secundaria, fue rechazada en numerosas audiciones, hasta que entró por fin en el reparto de la serie de fin de semana de MBC My Healing Love. Su personaje de Choi Yi-soo en ella se convirtió en su primer papel importante; la serie se emitiría ya al año siguiente, 2018. Por esa época declaró que sus modelos eran las actrices Han Ji-min y Seo Hyun-jin, de las que admiraba su versatilidad en actuación.
En enero de 2022 Kang firmó un contrato de representación exclusiva con la agencia IOK Company. Aunque en estos primeros años de carrera ha interpretado una gran variedad de personajes, algunos de los más recordados son los de la villana de la trama, como por ejemplo en Fanletter, Please! o A Good Supper.

## Filmografía

### Cine
| Año  | Título                              | Hangul              | Papel                                                 | Ref.  |
| ---- | ----------------------------------- | ------------------- | ----------------------------------------------------- | ----- |
| 2017 | Roman Holiday                       | 로마의 휴일         | Estudiante de secundaria                              | [ 5 ] |
| 2018 | Along with the Gods: The Two Worlds | 신과함께-죄와 벌    | Ji-yeon                                               |       |
| 2018 | Puzzle                              | 퍼즐                | Trabajadora a media jornada en tienda de conveniencia |       |
| 2020 | God of Fight: Sirasoni              | 맞짱의 신: 시라소니 | Min-kyung                                             | [ 6 ] |

### Series de televisión
| Año  | Título                 | Papel                                | Canal      | Notas                         | Ref.                 |
| ---- | ---------------------- | ------------------------------------ | ---------- | ----------------------------- | -------------------- |
| 2017 | Hospital Ship          | Kwak Ji-eun                          | MBC        |                               | [ 2 ] [ 7 ]          |
| 2018 | Sweet and Salty Office | Song Mi-so                           | MBC Every1 |                               | [ 8 ]                |
| 2018 | Love After School 2    | Kim Jae-yeon                         | Seezn      | Serie web                     |                      |
| 2018 | My Healing Love        | Choi Yi-soo                          | MBC        |                               | [ 9 ] [ 1 ] [ 10 ]   |
| 2018 | Tale of Fairy          | Alumna del prof. Jung                | tvN        |                               | [ 11 ]               |
| 2018 | Dokgo Rewind           | Shin Soo-jung                        | Kakao Page | Serie web                     | [ 12 ]               |
| 2020 | Mr. Queen              | Candidata a concubina Hong Sim-hyang | tvN        | Ep. 11                        | [ 13 ] [ 14 ]        |
| 2021 | A Good Supper          | Da-jung                              | MBC        | Serie diaria, 120 episodios   | [ 15 ] [ 16 ] [ 17 ] |
| 2021 | The Witch's Diner      | Ga-young                             | TVING      | Serie web, aparición especial |                      |
| 2022 | Fanletter, Please!     | Koo Hye-ri                           | MBC        |                               | [ 18 ] [ 19 ]        |
| 2022 | Stock Struck           | Shim Soo-jin                         | TVING      | Serie web                     | [ 20 ] [ 21 ]        |
| 2023 | Apple of My Eye        | Lee Ye-joo                           | KBS1       | Serie diaria, 121 episodios   | [ 22 ] [ 5 ]         |
| 2024 | Face Me                | Park Chae-kyung                      | KBS2       |                               | [ 23 ]               |

## Teatro musical
| Año  | Título                 | Hangul              | Papel      | Notas                                  | Ref.          |
| ---- | ---------------------- | ------------------- | ---------- | -------------------------------------- | ------------- |
| 2013 | El milésimo hombre     | 천 번째 남자        |            | Debut                                  | [ 1 ] [ 13 ]  |
| 2022 | Monhwajeon             | 월화전              | Gang-neung |                                        |               |
| 2023 | Luz de luna            | 달가림              | Hyo-joo    | Teatro Yegreen, 13-29/10, protagonista | [ 24 ] [ 25 ] |
| 2024 | Handsome Party: Tryout | 미남당 : 트라이아웃 | Mi-yeon    | The Good Theatre, 17/10-9/11           | [ 26 ] [ 27 ] |